# Blizna
Blizna [ˈblizna] es una aldea en el distrito administrativo de Gmina Ostrów, dentro del condado de Ropczyce-Sędziszów, Voivodato de Subcarpacia, en el sureste de Polonia. Se encuentra aproximadamente a 12 kilómetros al norte de Ostrów, 12 km al norte de Ropczyce y 34 km al noroeste de la capital regional, Rzeszów. Tiene una población de alrededor de 250 habitantes.

## Campo de pruebas
Durante la Segunda Guerra Mundial, se estableció un campo de pruebas para los misiles V en Blizno, llamado 'Truppenübungsplatz Heidelager, Artilleriezielfeld-Blizna'. Después del bombardeo aliado a la principal instalación de misiles en Peenemünde el 17 de agosto de 1943, se decidió que el entrenamiento y las pruebas deberían realizarse en el sureste de Polonia fuera del alcance de los bombarderos aliados. Sin embargo, los lanzamientos de prueba también continuaron en Peenemünde hasta el 21 de febrero de 1945. Desde el 5 de noviembre de 1943 hasta principios de julio de 1944 hubo una base militar de las SS en las cercanías de Blizna, desde la cual se lanzaron 139 cohetes A4 (también conocidos como V-2) con fines experimentales y entrenamiento. Para dificultar más las operaciones para las fuerzas aliadas, el mando alemán decidió dividir las infraestructuras armas de misiles en tres zonas:
- las plantas de montaje se trasladarían a una fábrica subterránea en las montañas de Harz,
- oficinas de construcción en la gruta subterránea en el lago Traunsee,
- el campo de entrenamiento y experimental en el pueblo de Blizna, en las instalaciones del campo de entrenamiento SS "Heidelager".

El plan fue aprobado y entregado rápidamente para su implementación. El proyecto era tan importante para los alemanes que en septiembre de 1943 el jefe de las SS Himmler fue a Blizna para comprobar el progreso en la construcción de las instalaciones y la organización del campo de entrenamiento.

### Construcción del campo de pruebas
Solo una pequeña escuela de ladrillos sobrevivió de la aldea previamente desplazada. Por tanto, la construcción de todas las instalaciones necesarias se inició desde cero. Al principio, una carretera de hormigón y una línea de ferrocarril de Pustków conducían a Blizna. En el territorio del campo de entrenamiento en sí, se ubicaron los cuarteles; al comienzo de la operación, la dotación constaba de más de 300 personas. Se construyen edificios y equipos especiales necesarios para operar y lanzar los misiles, incluida una torre de servicio con instalaciones, una sala de reuniones , refugios para garaje, un almacén , refugios y búnkeres de observación, rampas de carga, torres de agua, un total de varias decenas de instalaciones. Estaban conectados entre sí por carreteras de hormigón y vías férreas de vía estrecha. Probablemente al mismo tiempo, se comenzó a trabajar para preparar los sitios de lanzamiento del misil crucero, conocido como V-1, que también fue probado en Bliz. El trabajo en el campo de entrenamiento fue supervisado personalmente por Wernher von Braun, figura central en el programa de desarrollo de cohetes antes de la guerra de Alemania, y el director de la posguerra Centro de Vuelo Espacial Marshall de la NASA , el creador del V-2 y el coronel Walter Dornberger, responsable del programa de misiles alemán.

### Actividad del campo

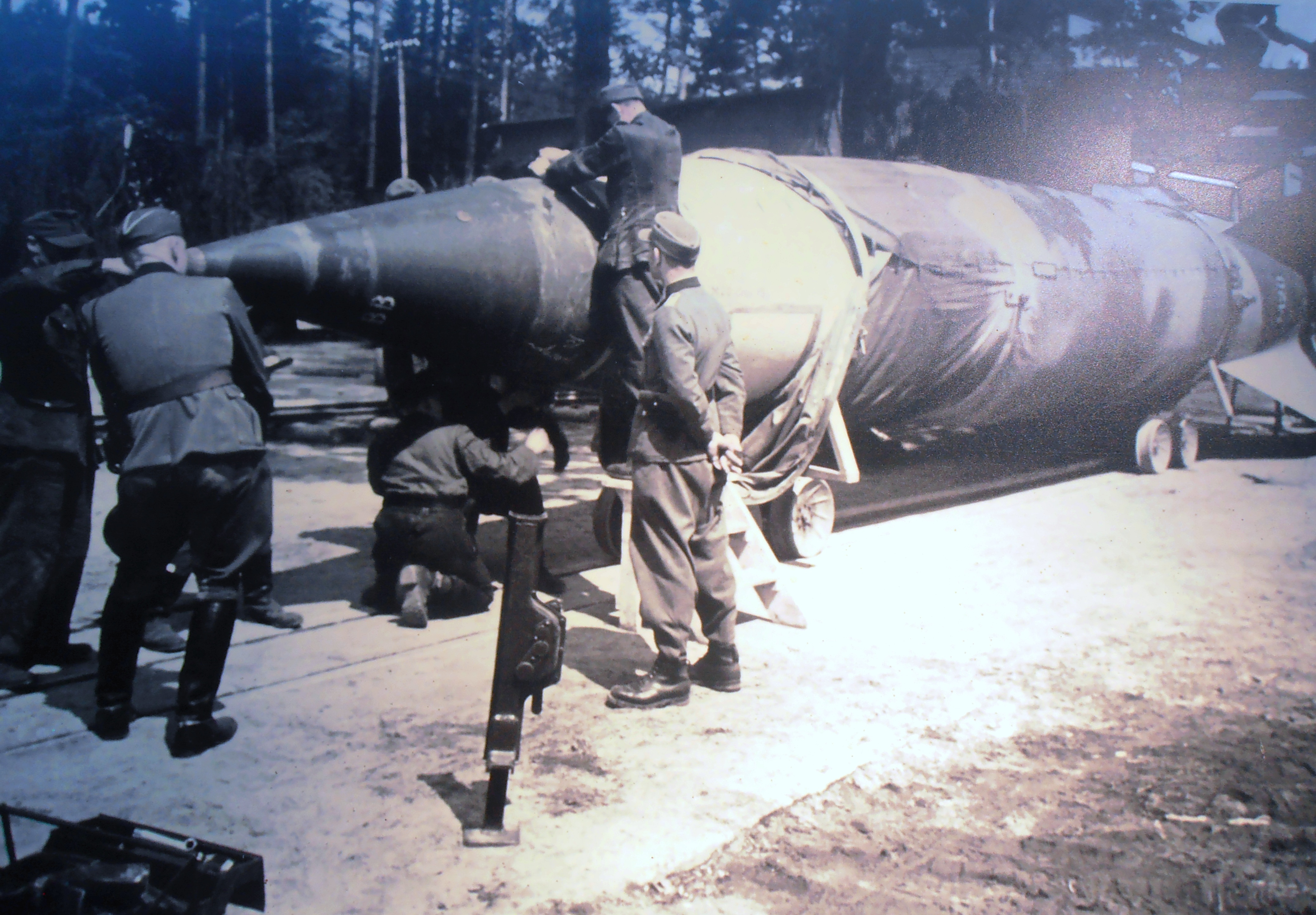
Cohete V-2 en Blizna

El primer lanzamiento del cohete V-2 en Blizna tuvo lugar el 27 de octubre de 1943 o el 5 de noviembre de 1943. Lo llevó a cabo la Lehr-und Versuchsbatterie 444 (batería de entrenamiento y experimental) de Peenemünde, posteriormente se le unió la Artillerie-Abteilung 836 y la Artillerie-Abteilung 485. En total, dispararon más de 200 cohetes desde Scar. Resultó que el 80% de los misiles no alcanzaron su objetivo, colocado en el río Bug en el área de Sarnaki. La mayoría de ellos explotó en la primera fase del vuelo, a menudo incluso en el lugar de lanzamiento. Debido a que los cohetes lanzados desde Blizna, en contraste con los cohetes lanzados desde Peenemünde, volaron sobre un área poblada, también hubo cierta destrucción de edificios.Wernher von Braun trabajada en el lugar de ensayo Blizna y visitó personalmente la prueba áreas de impacto de misiles para solucionar cualquier problema descubierto durante las pruebas.
Las observaciones de vuelo y el análisis de los restos de cohetes permitieron eliminar los defectos y lograr una eficiencia satisfactoria. En la primavera de 1944, el Flak-Regiment 155 llegó a Blizna y lanzó los misiles V-1. Los informes del Armia Krajowa indican que los misiles V-1 se dispararon ya en 1943. Es posible que se tratara de pruebas de lanzadores preparados. Los misiles V-1 se dirigieron a objetivos ubicados entre Lublin y Chełm. Las unidades entrenadas en Blizna participaron más tarde en las hostilidades en Europa Occidental, incl. en el bombardeo de Londres .

### Espionaje

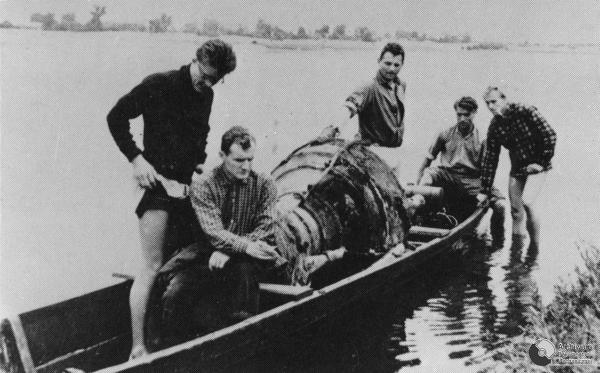
Un misil V-2 recuperado del rio Bug cerca de Sarnaki

El campo de pruebas de misiles en Blizna fue localizado rápidamente por el movimiento de resistencia polaco, el Armia Krajowa, gracias a los informes de los agricultores locales. Los agentes de campo de Armia Krajowa incluso lograron obtener piezas de los cohetes disparados, llegando al lugar antes que las patrullas alemanas. A principios de marzo de 1944, el Cuartel General de Inteligencia británico recibió un informe de un agente de Armia Krajowa (nombre en clave: 'Makary' ) que había inspeccionado encubiertamente la línea ferroviaria de Blizna y había observado un vagón de carga fuertemente custodiado por tropas de las SS que contenía 'un objeto que, aunque cubierto por una lona, tenía todo parecido a un torpedo monstruoso » . Posteriormente, se formó un plan para intentar capturar todo un cohete V-2 sin detonar y transportarlo a Gran Bretaña. Alrededor del 20 de mayo de 1944, un cohete V-2 relativamente intacto cayó en la orilla pantanosa del río Bug cerca del pueblo de Sarnaki y los polacos lograron esconderlo antes de la llegada de los alemanes. Luego, el cohete fue desmantelado y enviado de contrabando a través de Polonia. A finales de julio de 1944, la resistencia polaca ( Ejército Nacional y V1 y V2 ) transportó en secreto partes del cohete fuera de Polonia en la Operación Most III (Puente III), para su análisis por parte de la inteligencia británica.

### Evacuación del campo
El campo de entrenamiento funcionó continuamente desde noviembre de 1943 hasta julio de 1944, el avance de las tropas soviéticas obligó a evacuar la base de Blizna y las actividades de lanzamiento se trasladaron al campo de entrenamiento de Heidekraut en el bosque de Tuchola.
La acción de demolición de las instalaciones del campo de entrenamiento por zapadores alemanes fue interrumpida gracias a un ataque de unidades del Armia Krajowa. En los primeros días de agosto, las tropas soviéticas entraron en Blizna y finalmente ocuparon el área durante los siguientes meses. Parte del material allí encontrado fue enviado a la URSS. Parte de un V-1 sirvió para el desarrollo del misil 10X.

## Restos del campo

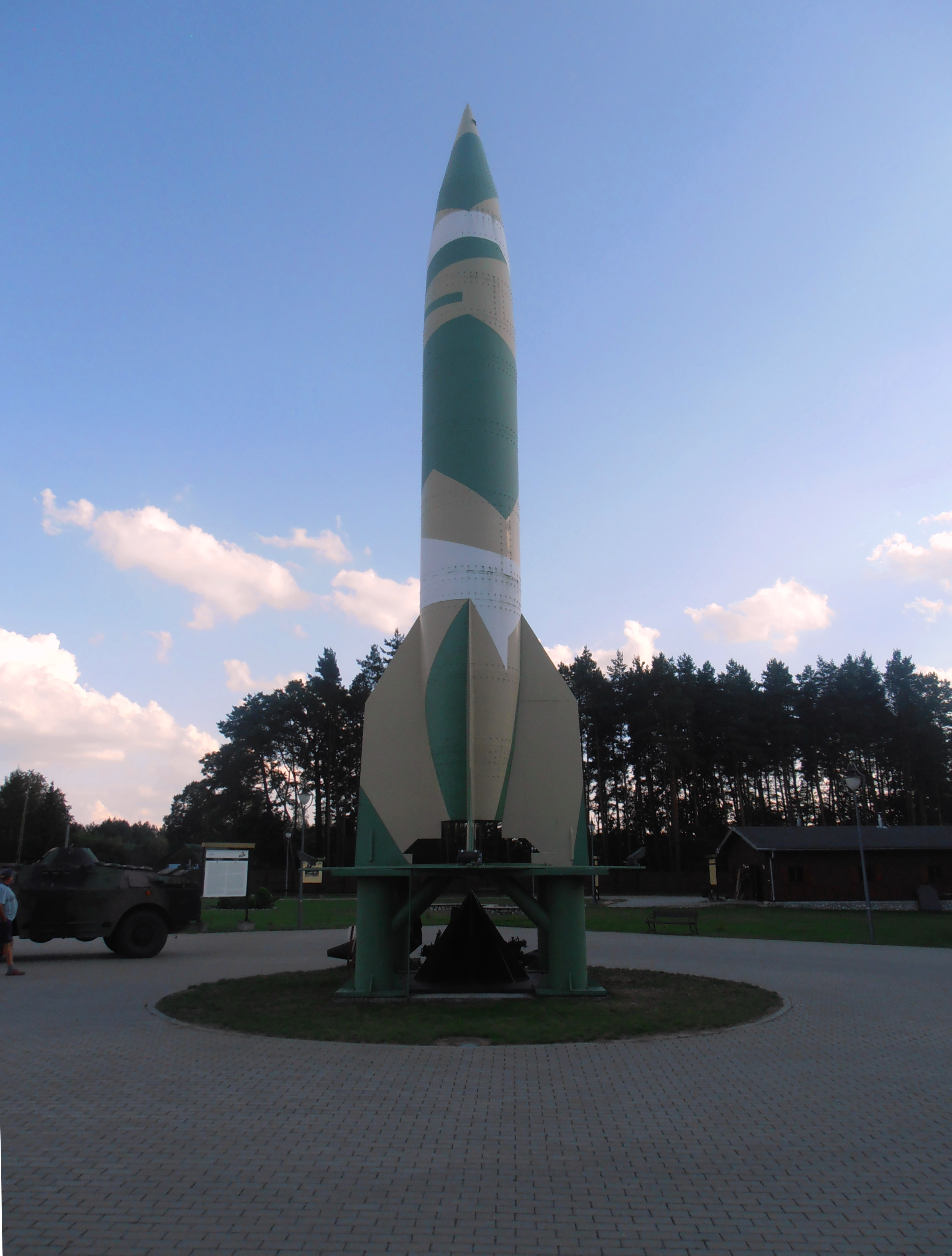
Replica de un misil V2 en el museo de Blizna.

Algunas de las instalaciones del campo de entrenamiento en Blizna fueron demolidas por los alemanes en retirada , y muchas fueron destruidas después de la guerra. Dos posiciones de salida V-1 idénticas han sobrevivido hasta el día de hoy. Constan de búnkeres de ladrillo y hormigón, así como losas y soportes de hormigón para la rampa de salida. Cerca de ellos, hay una losa de hormigón desde la que se disparó el V-2 en el período inicial. También hay restos de edificios y una plataforma de descarga cercana. Estas instalaciones se encuentran ahora en el centro del pueblo. En la parte posterior del campo de entrenamiento en el bosque, junto a la carretera, se conservan los restos de los pilares de hormigón del salón de actos. Se extienden en dos filas a lo largo de 100 m. Cerca han quedado restos del terraplén el bucle de inversión del ferrocarril de vía estrecha y el terraplén de la rampa de descarga. Cerca de la intersección, podemos encontrar los escombros del edificio de la estación de transformación y la estación de conmutación eléctrica para el campo de entrenamiento. En el lado opuesto en el bosque están la base de la torre de servicio y el circuito de giro. Más profundo en el bosque, hay rastros de las líneas de ferrocarril de vía estrecha del área de entrenamiento del campo de entrenamiento. En los bosques que rodean Blizna, al norte y al sur del pueblo, podemos encontrar rastros de los lugares desde donde se lanzó el V-2. Se pueden reconocer por la concentración de grandes embudos de la explosión de misiles V-2 defectuosos en o cerca del sitio de lanzamiento. En las cercanías de Scars, también puedes encontrar docenas de trincheras y refugios, que fueron construidos por los soldados soviéticos estacionados aquí.